# Rolf Sørensen
Rolf Sørensen (Gladsaxe, 20 april 1965) is een Deens voormalig wielrenner. Sørensen was beroepsrenner van 1986 tot 2002 en behaalde 34 zeges, waaronder vijf maal een klassieker.

## Carrière
Sørensen werd beroepswielrenner in 1986. Hij werd meteen negende in Milaan-San Remo en achtste in de Ronde van Denemarken, maar brak een jaar later echt door toen hij de Grote Prijs Pino Cerami de Tirreno-Adriatico won. Ondanks zijn overwinning in de Tirreno was Sørensen vooral een renner voor de klassiekers, die ook goed kon tijdrijden. In Italiaanse dienst won hij daardoor diverse Italiaanse semi-klassiekers. en werd tweede in zowel Rund um den Henninger-Turm als het Kampioenschap van Zürich. Zijn tweede grote zege volgde in 1990, toen hij Parijs-Tours won. Ook won hij dat jaar de Catalaanse Wielerweek en de Trofeo Laigueglia. In 1991 was een etappe in de Ronde van Zwitserland zijn enige zege, maar hij behaalde wel in vijf belangrijkste klassiekers een topvijfklassering. Ook droeg hij dat jaar de gele trui in de Ronde van Frankrijk, maar moest na een val, als drager van het geel, opgeven.
Na zeges in Parijs-Brussel en nogmaals de Tirreno-Adriatico het jaar erop, behaalde hij in 1993 twaalf overwinningen, waaronder Luik-Bastenaken-Luik, Rund um den Henninger-Turm, Milaan-Turijn, drie etappes in de Ronde van Romandië, twee in de Ronde van het Baskenland en één in de Ronde van Zwitserland. Ook de volgende jaren bleef Sørensen veel wedstrijden aan zijn palmares toevoegen, met onder meer etappes in de Rondes van Frankrijk en Italië, Parijs-Brussel en de Trofeo Laigueglia.
In 1996 verhuisde Sørensen, die de tien jaar daarvoor in Italiaanse dienst had gereden naar Rabobank. Voor zijn nieuwe ploeg won hij meteen een etappe in de Ronde van Frankrijk, de Ronde van Nederland en Kuurne-Brussel-Kuurne. Het jaar erop voegde hij met de Ronde van Vlaanderen nog een klassieker aan zijn palmares toe, maar in de loop der jaren begon Sørensen minder te winnen al won hij nog wel een keer de Rondes van Nederland en Denemarken en behaalde een paar kleinere etappezeges. In 2001 verliet hij Rabobank en ging voor Team CSC rijden om vervolgens in het voorjaar van 2002, na nog twee toptienklasseringen in de Ronde van Vlaanderen, zijn carrière bij Landbouwkrediet-Colnago af te sluiten.
Tegenwoordig is Sørensen sportmanager. Onder meer Juan Antonio Flecha valt onder zijn hoede. Sørensen was tijdens zijn loopbaan een groot rivaal van Bjarne Riis, maar na hun beider loopbanen verzoenden de Denen zich.

## Doping
Op 18 maart 2013 bekende hij in een interview met de Deense tv EPO te hebben gebruikt in de periode 1996-2000. In deze periode was hij actief voor Rabobank.

## Palmares
1983
- Wereldkampioen 75 km ploegentijdrit, junioren (+ Alex Pedersen, Søren Lilholt en Kim Olsen)

1986
- Deens kampioen op de weg, Elite

1987
- GP Pino Cerami
- 6e etappe Tirreno-Adriatico
- Eindklassement Tirreno-Adriatico

1988
- GP Città di Camaiore
- 4e etappe Ronde van Denemarken
- 6e etappe Siciliaanse Wielerweek

1989
- Coppa Bernocchi
- Trofeo Pantalica
- Ronde van de Etna

1990
- 1e etappe deel B Siciliaanse Wielerweek
- Eindklassement Siciliaanse Wielerweek
- Trofeo Laigueglia
- Parijs-Tours

1991
- 9e etappe Ronde van Zwitserland

1992
- 3e etappe Tirreno-Adriatico
- Eindklassement Tirreno-Adriatico
- Parijs-Brussel

1993
- Coppa Bernocchi
- Luik-Bastenaken-Luik
- 7e etappe Tirreno-Adriatico
- 9e etappe Ronde van Zwitserland
- 3e etappe deel A Driedaagse van De Panne-Koksijde
- Rund um den Henninger-Turm
- Proloog Ronde van Romandië
- 1e etappe Ronde van Romandië
- 4e etappe deel B Ronde van Romandië
- Milaan-Turijn

1994
- Parijs-Brussel
- Trofeo Matteotti
- Trofeo Laigueglia

1995
- 3e etappe (B) Ronde van Luxemburg
- 1e etappe Ronde van het Baskenland
- 9e etappe Ronde van Italië

1996
- Kuurne-Brussel-Kuurne
- 13e etappe Ronde van Frankrijk
- 4e etappe Ronde van Nederland
- Eindklassement Ronde van Nederland
- 7e etappe Tirreno-Adriatico
- 2e etappe deel B Ronde van Denemarken

1997
- Proloog Tirreno-Adriatico
- 3e etappe deel B Driedaagse van De Panne
- Ronde van Vlaanderen

1998
- Eindklassement Ronde van Nederland
- 5e etappe Tirreno-Adriatico

1999
- 1e etappe Ronde van Denemarken

2000
- Eindklassement Ronde van Denemarken

## Resultaten in voornaamste wedstrijden
| Jaar | Ronde van Italië | Ronde van Frankrijk | Ronde van Spanje |
| ---- | ---------------- | ------------------- | ---------------- |
| 1986 | opgave           |                     |                  |
| 1987 |                  |                     |                  |
| 1988 | 42e              |                     |                  |
| 1989 | opgave           |                     |                  |
| 1990 | 76e              |                     |                  |
| 1991 | opgave           | opgave              |                  |
| 1992 |                  | opgave              |                  |
| 1993 |                  | 70e                 |                  |
| 1994 | 30e              | 19e (1)             |                  |
| 1995 | 61e (1)          |                     |                  |
| 1996 |                  | 28e (1)             |                  |
| 1997 |                  | 68e                 |                  |
| 1998 |                  |                     | 59e              |
| 1999 |                  |                     | opgave           |
| 2000 |                  |                     |                  |
| 2001 |                  | 141e                |                  |
| 2002 | 124e             |                     |                  |

| Jaar | Milaan-San Remo | Gent-Wevelgem | Ronde van Vlaanderen | Parijs-Roubaix | Amstel Gold Race | Luik-Bast.‑Luik | Ronde van Lombardije | Parijs-Brussel | Parijs-Tours | Rund um den Henninger-Turm |  | WK op de weg |  | Wereldranglijsten |
| ---- | --------------- | ------------- | -------------------- | -------------- | ---------------- | --------------- | -------------------- | -------------- | ------------ | -------------------------- |  | ------------ |  | ----------------- |
| 1986 | 9e              |               |                      |                |                  |                 |                      |                |              |                            |  | 27e          |  |                   |
| 1987 | 10e             | 16e           | 65e                  |                |                  |                 |                      |                |              |                            |  | 8e           |  | 46e (SPP)         |
| 1988 | 27e             |               | 34e                  |                |                  | 8e              |                      | 13e            | 35e          | Zilver                     |  | 17e          |  | 7e (UWB)          |
| 1989 | 20e             | Brons         | 4e                   |                | 50e              |                 |                      | 6e             | 4e           | 9e                         |  | 9e           |  | (UWB)             |
| 1990 | 14e             | 70e           |                      | 53e            |                  | 34e             | 33e                  | 24e            | ↑            |                            |  |              |  | 9e (UWB)          |
| 1991 | ↑               | 31e           | ↑                    | 51e            | 15e              | ↑               | 5e                   | 98e            | 5e           |                            |  |              |  | (UWB)             |
| 1992 | 10e             |               | 83e                  |                | 58e              | 46e             | 5e                   | Goud           | 60e          | 7e                         |  | 18e          |  | 19e (UWB)         |
| 1993 | 5e              |               | 15e                  |                | 15e              | ↑               |                      |                | 18e          | Goud                       |  | 35e          |  | 8e (UWB)          |
| 1994 | 13e             |               |                      |                |                  |                 |                      | Goud           | 62e          |                            |  | 6e           |  |                   |
| 1995 | 16e             |               | 22e                  |                | 29e              | 8e              | 4e                   | Brons          |              | 40e                        |  | 9e           |  |                   |
| 1996 | 45e             |               | 9e                   |                | 11e              | 9e              |                      | 9e             |              | Brons                      |  |              |  |                   |
| 1997 | 8e              |               | ↑                    | 6e             | 10e              | 18e             |                      |                |              |                            |  |              |  | (UWB)             |
| 1998 |                 | 17e           | 20e                  | 6e             | 37e              | 68e             | 25e                  | 17e            |              |                            |  | 50e          |  |                   |
| 1999 | 25e             | 17e           | 16e                  | 15e            | 23e              | 26e             | 12e                  | 17e            |              |                            |  | 13e          |  |                   |
| 2000 | 8e              |               | 14e                  | 41e            | 57e              |                 |                      |                |              | 24e                        |  | 63e          |  |                   |
| 2001 | 10e             |               | 4e                   | 10e            |                  |                 |                      |                |              |                            |  |              |  |                   |
| 2002 |                 |               | 6e                   |                | 83e              |                 |                      |                |              |                            |  |              |  |                   |

Wielerploegen van Rolf Sørensen
Cenghialta · 
Cesarini · 
Delle Case · 
Joho · 
Moroni · 
Nilsson · 
Pigatto · 
Piva · 
Rabottini · 
Roscioli · 
Saligari ·  
Siboni ·  
Sørensen
Baffi ·
Carcano ·
Cenghialta · 
Cesarini · 
Elli · 
Ghiotto ·
Joho · 
Petito ·  
Pigatto · 
Piva · 
Rabottini · 
Roscioli · 
Saligari ·  
Siboni ·  
Sørensen
Argentin ·
Baffi ·
Carcano ·
Cassani ·
Cenghialta ·  
Conti ·
Elli · 
Ghiotto ·
Joho · 
Lelli ·
Lietti ·
Mariuzzo ·
Massi ·
Petito ·  
Piva · 
Saligari ·  
Siboni ·  
Sørensen
Argentin ·
Baffi ·
Cassani ·
Cenghialta ·  
Conti ·
Elli · 
Ferrigato ·
Furlan ·
Ghiotto ·
Gölz · 
Lelli ·
Lietti ·
Mariuzzo ·
Massi ·  
Piva · 
Saligari ·  
Sørensen ·
Wilson
Argentin ·
Baffi ·
Cassani ·
Cenghialta ·  
Conti ·
Elli · 
Ferrigato ·
Furlan ·
Gölz · 
Järmann ·
Joho ·
Lelli ·
Lietti ·
Riis ·
Saligari ·  
Sørensen
Artunghi ·
Bontempi ·
Checchin ·
Chiappucci ·
Chiesa · 
Giannelli · 
Meyvisch ·
Miceli ·
Pantani ·
Poelnikov · 
Roche (tot 15/09) ·
Roscioli ·
Rossi ·
Sørensen ·
Tafi ·
Zberg ·
Bertolini (stagiair) 
Baldato · Bettin · Bomans · Cassani · Elli · Järmann · Loda · Museeuw · Peeters · D. Rebellin · S. Rebellin · Richard · Saligari · Sciandri · Scinto · Sørensen · Vanzella · Vona · Willems
Baldato · Bugno · Cassani · Elli · Golay ·  Järmann · Lietti · Loda · D. Rebellin · S. Rebellin · Richard · Saligari · Sciandri · Scinto · Sørensen · Vanzella · Vona
Blaudzun ·
van Bon ·
Boogerd ·
Boven ·
Breukink ·
Bruyneel ·
Dekker ·
Groenendaal ·
Jekimov ·
Luppes ·
McEwen ·
Moerenhout · 
Nelissen ·
Piziks ·
van der Poel ·
Sørensen ·
Van Hooydonck (tot 30/04) ·
Vierhouten ·
Vogels ·

Hiemstra (stagiair) ·
Reinerink (stagiair) 
Blaudzun ·
van Bon ·
Boogerd ·
Boven ·
Breukink ·
Bruyneel ·
Dekker ·
Groenendaal ·
van Heeswijk ·
Jonasson ·
Jonker ·
Koerts ·
Luppes ·
Luttenberger ·
McEwen ·
Moerenhout · 
Nelissen ·
Piziks ·
van der Poel ·
Sørensen ·
Vierhouten ·
Hiemstra (stagiair) ·
Lotz (stagiair) 
den Bakker ·
van Bon ·
Boogerd ·
Boven ·
Bruinsma ·
Dekker ·
Groenendaal ·
van Heeswijk ·
Hiemstra · 
Jonasson ·
Jonker ·
Koerts ·
Kroon ·
Lotz ·
Luttenberger ·
McEwen ·
Moerenhout · 
Nys ·
van der Poel ·
Sørensen ·
Vierhouten ·
Wauters ·
B. Zberg ·
M. Zberg ·
de Groot (stagiair) ·
Pronk (stagiair) ·
Vlijm (stagiair)
Aebersold ·
den Bakker ·
van Bon ·
Boogerd ·
Boven ·
Dekker ·
Groenendaal ·
de Groot ·
Hiemstra · 
Jonker ·
Kroon ·
Lotz ·
McEwen ·
Moerenhout · 
Nys ·
van der Poel ·
Pronk ·
Sørensen ·
Vierhouten ·
Wauters ·
B. Zberg ·
M. Zberg ·
Vlijm (stagiair) 
Aebersold ·
den Bakker ·
Boerman ·
van Bon ·
Boogerd ·
Boven ·
Dekker ·
Duijn · 
Engels ·
Groenendaal ·
de Groot ·
Hayman · 
de Jongh ·
de Knegt ·
Kroon ·
Lotz ·
Niermann ·
Nys ·
van der Poel (tot 28/02) ·
Pronk ·
Sørensen ·
Vierhouten ·
Wauters ·
B. Zberg ·
M. Zberg ·
Traksel (stagiair) 
Asmaker ·
Beeckman ·
Blaudzun · 
Cerezo ·
García ·
Hamburger ·
Hoffman ·
L. Jalabert ·
N. Jalabert ·
Jeune ·
Jonasson ·
Jørgensen · 
Larsen ·
Bjarke Nielsen · 
Piil ·
Piziks ·
J. Rasmussen ·
Rittsel ·
Sandstød ·
N. Sørensen · 
R. Sørensen ·
Michael Steen Nielsen ·
Bruun Eriksen (stagiair) ·
M. Rasmussen (stagiair)
Advejev · Bernucci · Bileka · Cali · Cavagnis · Coudray · De Waele · Hrysjtsjenko · Lievens · Louder · Lucchini · Mattozza · Meirhaeghe · Metloesjenko · Mifune · Popovytsj · Romano · Scamardella · Sørensen · Streel · Van Landeghem · Van Malderghem · Vanhaecke · Vermeersch · Weynants · Anzà (stagiair) · Chadwick (stagiair) · Timosjin (stagiair)